# ヌノ・アルヴァレシュ・ペレイラ・デ・メロ

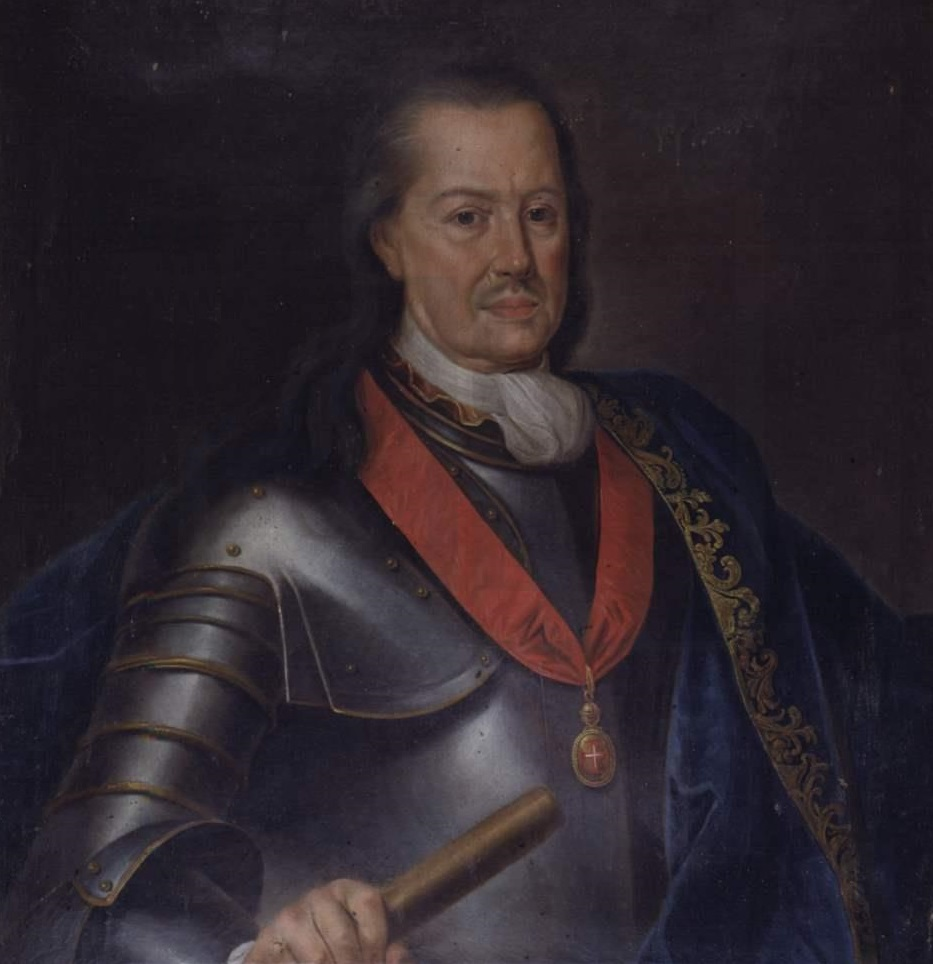
初代カダヴァル公爵

ヌノ・アルヴァレシュ・ペレイラ・デ・メロ（Nuno Álvares Pereira de Melo, 1.º Duque de Cadaval, 1638年11月4日 - 1725年1月29日）は、ポルトガルの貴族、政治家。初代カダヴァル公爵。
第3代フェレイラ侯爵及び第4代テントゥガル伯爵で、ポルトガル軍総司令官を務めたフランシスコ・デ・メロと、スペイン貴族第4代ターバラ侯爵の娘フアナ・ピメンテルの間の子。1645年父の死で襲爵したが、直後に遠縁であるジョアン4世王によりカダヴァル公爵に昇叙された。ポルトガル王政復古戦争末期の司令官の1人として軍功を立て、戦争終結の1668年父と同じくポルトガル軍総司令官に選出された。
1660年12月29日、第8代オデミラ伯爵マリア・デ・ファロ（1635年 - 1664年）と最初に結婚し、1男1女をもうけたが、いずれも夭折した。
- ジョアナ（1661年 - 1669年） - 第9代オデミラ伯爵
- 息子（1664年）

1671年2月2日、フランス貴族アルクール伯爵の娘マリー＝アンジェリーク＝アンリエット・ド・ロレーヌ（1646年 - 1674年）と再婚し、1男1女をもうけたが、成人したのは1女のみだった。
- イザベル・エンリケータ（1672年 - 1699年） - 初代アブランテシュ侯爵ホドリゴ・アネシュ・デ・サー・アルメイダ・イ・メネゼシュ（英語版）と結婚、アブランテシュ女公爵の母
- フランシスコ（1674年）

1675年6月25日、フランス貴族アルマニャック伯爵の娘マルグリット・ド・ロレーヌ（1662年 - 1730年）と再々婚し、間に10子をもうけた。
- フランシスコ（1677年）
- カタリナ（1678年）
- ルイシュ・アンブロジオ（ポルトガル語版）（1679年 - 1700年） - 第2代カダヴァル公爵
- アナ（1681年 - 1721年） - 第5代サン・ジョアン・ダ・パシュケイラ伯爵ルイシュ・ベルナルド・デ・ターヴォラと結婚、第3代ターヴォラ女侯爵の母
- エウジェニア・ロザ（1683年 - 1724年） - 初代アレグレテ侯爵マヌエル・テレシュ・ダ・シウヴァ（ポルトガル語版）と結婚
- ジャイメ（1684年 - 1749年） - 第3代カダヴァル公爵
- アルヴァロ（1685年 - 1701年）
- ジョアナ（1687年 - 1740年） - 第2代アルヴォル伯爵ベルナルド・アントニオ・フィリペ・ネーリ・デ・ターヴォラ（ポルトガル語版）と結婚、第3代アルヴォル伯爵（ターヴォラ侯爵）の母
- ホドリゴ（1688年 - 1713年） - 姪アナ・マリア・カタリナ・エンリケータ・デ・ロレーナと結婚、マリア・マルガリーダ・デ・ロレーナの父
- フィリパ・アンゲリーナ（1694年 - 1713年） - 第2代アブランテシュ侯爵ジョアキン・フランシスコ・アネシュ・デ・サー・アルメイダ・イ・メネゼシュと結婚